# خانه (موسیقی متن)
خانه: موسیقی متن اصلی فیلم (انگلیسی: Home: Original Motion Picture Soundtrack) یک آلبوم موسیقی متن برای انیمیشن ۲۰۱۵ خانه است. این آلبوم با همراهی ترانه‌های ضبط‌شده از ریانا، کایاسزا، چارلی ایکس‌سی‌ایکس و جنیفر لوپز است. آلبوم در ۲۳ مارس ۲۰۱۵ ازطریق وستباری رود و راک نیشن منتشر شد.